# Fessenheim
Fessenheim là một xã trong tỉnh Haut-Rhin, thuộc vùng Grand Est của nước Pháp, có dân số là 2.097 người (thời điểm 1999).

## Thông tin nhân khẩu
| 1962 | 1968 | 1975  | 1982  | 1990  | 1999  |
| ---- | ---- | ----- | ----- | ----- | ----- |
| 481  | 896  | 1.653 | 2.002 | 2.000 | 2.097 |